# Cercococcyx mechowi
Il cuculo codalunga fosco o cuculo codalungo bruno (Cercococcyx mechowi Cabanis, 1882) è un uccello della famiglia Cuculidae.

## Tassonomia
Cercococcyx mechowi non ha sottospecie, è monotipico ed è un uccello della famiglia Cuculidae.

## Distribuzione e habitat
Questo uccello vive in Africa centrale e lungo il Golfo di Guinea, dalla Guinea all'Angola, ma anche in Repubblica Centrafricana, Repubblica Democratica del Congo, Uganda e Tanzania.